# Métropole de Dryïnoupolis, Pogoniani et Konitsa
La métropole de Dryïnoupolis, Pogoniani et Konitsa est un évêché du Patriarcat œcuménique de Constantinople provisoirement autorisé à participer à la vie synodale de l'Église orthodoxe de Grèce (Acte synodal et patriarcal du 4 septembre 1928, texte négocié entre l'État grec et les deux instances ecclésiales).
Elle est située en Grèce, en Épire du Sud. Son siège est à Delvinaki.

## La cathédrale
- C'est l'église de la Dormition de la Mère de Dieu à Delvinaki.

## Les métropolites
- André (né Trembelas à Patras en 1939) depuis 1995.
- Sébatien (né Sotirios Oikonomidès à Kalogriana de Karditsa en 1922) de 1967 à 1994.

## Histoire
- Le siège épiscopal de Dryïnoupolis est attesté dès 431 par les souscriptions du concile d'Éphèse. Il était installé dans la ville fondée par Adrien en Épire et qui portait le même nom que la célèbre ville de Thrace : Adrianoupolis. Il en subsiste aujourd'hui un amphithéâtre sur la rive gauche du Drino (en grec Dryno) et la petite localité de Pshkëpi (en grec Episkopi) non loin de la frontière grecque et du côté albanais, à une vingtaine de kilomètres de Delvinakio. Les historiens sont partagés sur l'origine du nom de Dryïnopolis : une déformation locale d'Adrianoupolis ou un vocable neuf créé (mais quand ?) à partir du nom de la rivière Dryno.
- En 1338, les sièges de Dryïnoupolis et d'Argyrokastro (Gyrokaster) furent réunis. Pogoniani, à huit kilomètres de Delvinaki, était alors un évêché à part.
- En 1418, l'évêché de Dryïnoupolis est soumis par les Ottomans et reste soumis aux Turcs jusqu'en 1912.

## Le territoire
Il est situé dans le district régional de Ioannina et s'étire le long de la frontière albanaise. Il comprend 96 paroisses dont :
- Delvinaki (1 paroisse)
- Konitsa (2 paroisses)
- Pogoniani (1 paroisse)
- Lykorrachi (1 paroisse)
- Phourka (1 paroisse)
- Distrato (1 paroisse)
- Padès (1 paroisse)
- Geroplatanos (1 paroisse)
- Kallithéa (1 paroisse)
- Chrysorrachi (1 paroise)
- Agia Marina (1 paroisse)
- Doliana (1 paroisse)

## Monastères

### Monastères d'hommes
- Monastère de Molyvdosképastos, Dormition de la Mère de Dieu, fondé au VIIe siècle, à Konitsa.
- Monastère de Stomios, fondé au XVIIIe siècle, à Konitsa.
- Monastère de Molista, fondé au XIXe siècle, à Molista.

### Monastère de femmes
- Monastère de la Dormition de la Mère de Dieu, à Kato Méropi.

## Solennités locales
- Fête de saint Côme d'Étolie, à Konitsa le 24 août.
- Fête de saint Jean de Konitsa, martyr à Vachioro, le 23 septembre (1814).

## Sources
- Diptyques de l'Église de Grèce. Athènes (édition annuelle).
- Lidia Cotovanu, Le diocèse de Dryïnoupolis et ses bienfaiteurs de Moldavie et de Valachie, Iasi, 2009. Sur le site de l'École des hautes études en sciences sociales (EHESS).